# 浦上嘉久
浦上 嘉久（うらがみ よしひさ、1952年11月23日 - ）は、長野県出身の俳優、スーツアクター、映画プロデューサー。
血液型はO型。

## 主な作品

### プロデュース作品
- 弁天通りの人々（2009年、アルゴ・ピクチャーズ）
- 桜田門内の変!?（2012年、ムービートマト） - コ・プロデューサー
- HAPPY!メディアな人々。（2012年、ムービートマト） - 製作チーフ
- TAKAOcan Dream〜がんばれ!サンダーバーズ!!〜（2013年、ムービートマト） - ラインプロデューサー
- 絶壁の上のトランペット（2016年、「絶壁の上のトランペット」製作委員会） - ラインプロデューサー[2]
- ちょっとまて野球部!（2018年、東映ビデオ） - 制作担当[3]

### テレビ出演
- ウルトラマンレオ（1974年、TBS、マグマ星人、ツルク星人のスーツアクター（ノンクレジット）[4]
- Gメン'75（TBS）
  - 第210話「出刃包丁を持った男」（1979年）
  - 第212話「変質者」（1979年）
  - 第215話「白バイに乗った痴漢」（1979年）−中野坂署刑事
  - 第225話「少年野球チーム誘拐」（1979年）−関東竜神会組員
  - 第239話「親を撃ち殺す子供たち」（1979年）
  - 第302話「露天風呂に浮かんだ白い死体」（1981年）
  - 第303話「殺し屋新婚夫婦」（1981年）
  - 第305話「ノーパン喫茶 殺人事件」（1981年）
  - 第315話「独房の中の花嫁」（1981年）
  - 第321話「キャンピングカーに乗った鬼婆」（1981年）−男A
  - 第322話「キャンピングカーに乗った鬼婆 PART2」（1981年）
  - 第327話「マイホーム 親と子の殺し合い事件」（1981年）−マスコミ
  - 第333話 「悪魔を呼ぶ子供（1981年）
  - 第338話 「刑事が許可した殺人事件」（1981年）
  - 第339話 「金髪の女スリ学校」（1981年）
  - 第341話「サンタクロース殺人事件」（1981年）−捜査員
  - 第342話「ストッキング絞殺事件」（1981年）
  - 第344話「真夜中の眼」（1982年）−津村警部補にぶつかった男
  - 第348話「生き返った５年前の死体 PARTII」（1982年）−佐山（地回りのヤクザ）
  - 第351話「幽霊の指紋」（1982年）
  - 第355話「サヨナラＧメン75 また逢う日まで」（1982年）−被疑者A ※役名はあるが、エンディングクレジットに表示されていない
- ザ・サスペンス シンデレラの葬送（1982年、TBS）
- Gメン'82　第2話「アイドル歌手トリック殺人」（1982年、TBS）−クラブの男たち
- 不倫の恋日記（1988年、TBS）
- 月曜ゴールデン 捜し屋★諸星光介が走る!（2008年、TBS）